# 618

## Nașteri
- dată necunoscută: Heraklonas (împărat)  (d. 641)

## Decese
- 8 noiembrie: Papa Deusdedit  (n. 570)
- dată necunoscută: Yang (împărat din dinastia Sui)  (n. 569)